# مسارة
قرية مسارة هي إحدى القرى التابعة لمركز ديروط في محافظة أسيوط في جمهورية مصر العربية. حسب إحصاءات سنة 2006، بلغ إجمالي السكان في مسارة 29641 نسمة، منهم 14738 رجل و14903 امرأة.